# Iepure cap de leu

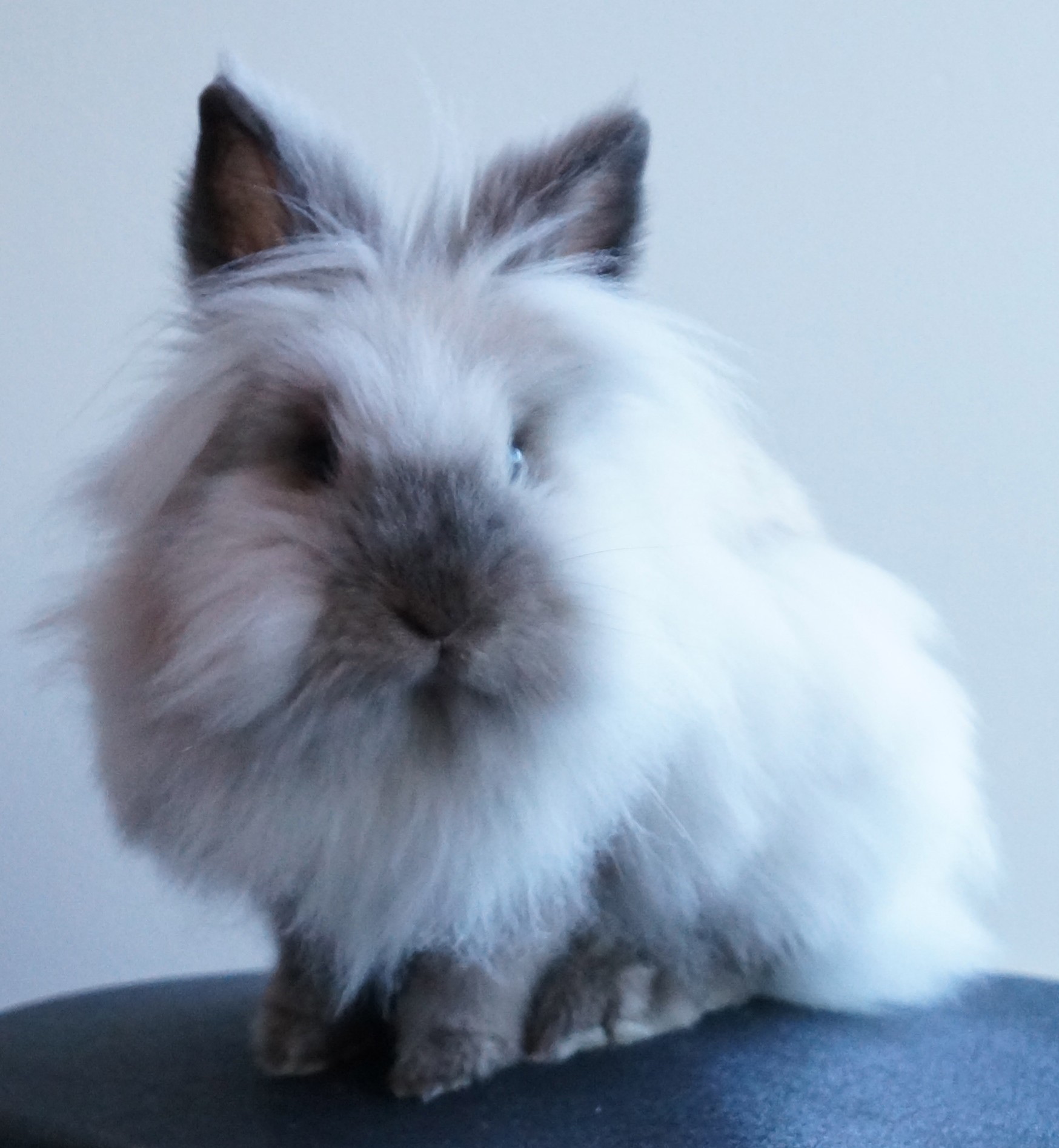
Iepure cap de leu

Iepurele cap de leu este o rasă domestică a iepurelui de casă, recunoscută de Consiliul Britanic al Iepurilor și de Asociația Americană a Raselor de Iepuri. Iepurele cap de leu are o coamă în jurul capului, asemenea leului mascul, acesta fiind și motivul pentru care i se atribuie acest nume. Alte caracteristici ale acestei rase sunt urechile scurte, acestea fiind cuprinse intre 5 și 8 cm și având o blăniță scurtă pe ele, greutatea relativ mică (1-2 kg) și corpul compact. 
În general iepurele cap de leu este un animal de companie prietenos, dar nu este manierat. Această rasă poate să fie dresată, iepurii cap de leu fiind niște animale deștepte. Aceștia pot să răspundă la comenzi simple, de exemplu vino, mănâncă, hai la joacă. Iepurii cap de leu își arată recunoștința față de stăpân lingându-l pe mână sau pe picior, mai poate să își arate recunoștința venind după stăpân prin casă. Totodată iepurii cap de leu sunt blânzi și prietenoși cu copii. 